# Valdemar Reykdall
Valdemar Reykdall (Curitiba, 22 de setembro de 1890 — Curitiba, 10 de junho de 1971) foi um político brasileiro. Exerceu o mandato de deputado classista constituinte em 1934.
Foi um dos maiores críticos da política de Getúlio Vargas de deportar Comunistas e Anarquistas. Subiu à tribuna da Assembléia Constituinte diversas vezes para contestar e protestar as autoridades policiais e juddiciárias.

Em 23 de agosto de 1934, a polícia e os trabalhadores de diversos sindicatos entraram em conflito na Praça Tiradentes. O Jornal do Brasil relatou que, após a realização de um congresso que reuniu trabalhadores de diversos sindicatos no Teatro João Caetano, os mesmos quiseram estender seu protesto às ruas, gritando “contra a guerra, o fascismo e o integralismo”, mas foram impedidos pela polícia 12. Sobre o ocorrido, Vargas escreveu em seu diário, lamentando os “limites” assegurados pela Constituição de 1934: 
Houve um conflito entre os comunistas e a polícia, por eles agredida. A polícia sente-se timorata e vacilante na repressão dos delitos, pelas garantias dadas pela Constituição à atividade dos criminosos e o rigorismo dos juízes em favor da liberdade individual, mas contra a segurança nacional (VARGAS, 1995, p. 319).
Os deputados proletários foram enfáticos, tratando o mesmo conflito como uma autêntica chacina. Para Valdemar Reykdall, os trabalhadores eram mártires da violência policial, como disse em discurso após o confronto: 
(...) o mais veemente protesto da minoria proletária desta casa, a propósito da bárbara chacina praticada ontem pela polícia contra indefesos trabalhadores, que se retiravam de uma reunião e, naturalmente, se dirigiam para as suas residências. A polícia os cercou traiçoeiramente para os espaldeirar, donde resultou a morte de alguns e o ferimento de grande quantidade deles, o que não se justifica. 
O incidente resultou em algumas mortes e no ferimento de dezenas na Praça Tiradentes. A bancada proletária, mesmo isolada na Câmara, sem se aliar a nenhum outro grupo, tinham suas denúncias repercutidas, forçando o governo federal a prestar, ao menos, alguns esclarecimentos, inclusive no plenário da Câmara. Criticados por deputados governistas e da oposição e chamados de radicais, a minoria proletária se defendia. Reykdall afirmou que não esperava que “os burgueses” compreendessem o ponto de vista proletário, e que a ele e “aos radicais” só restava utilizar a tribuna para críticas e denúncias, pois não tinham número suficiente na Casa para conseguir as mudanças que queriam para o país. Chegou a dizer que a Câmara era, na verdade, indiferente aos interesses proletários:
(...) se o nosso protesto, aqui, tivesse algum valor, provavelmente não se repetiriam consecutivamente esses atos, trancafiando os trabalhadores que se querem defender (...). A Câmara é constituída para a defesa das instituições burguesas e não para a das classes proletárias”.
Reykdall denunciou quando pessoas ligadas ao movimento operário e jornalistas, como Aparício Torelli, o Barão de Itararé, começaram a ser sequestrados durante a crescente repressão policial e governista dos anos 1934 e 1935.

Também foi um dos principais adversários do Ministério do Trabalho (Brasil) varguista. Criticou duramente o órgão que, na visão, pouco contribuía para os interesses dos trabalhadores e que não fazia valer as leis sociais criadas. Disse sobre ele na época:
"Acredito, sr. Presidente, que ninguém nesta Casa terá a coragem de afirmar a eficiência do Ministério do Trabalho. Se, portanto, os trabalhadores precisam defender seus interesses e as autoridades não os apoiam, qual o caminho a seguir? Apelamos para as greves, afirmamos que as suas reivindicações devem ser obra deles próprios, através de seu esforço decidido, impondoas, porque os pedidos são inúteis. Sou dos que podem asseverar categoricamente que, até hoje, os proletários que tiveram a infelicidade de confiar nas leis sociais foram amargamente prejudicados. Conheço dezenas, centenas de casos em que os trabalhadores se veem atirados à rua, chicoteados em plena fábrica, esperando ser garantidos pelo Ministério do Trabalho, e, no entanto, que sucede? São abandonados à própria sorte. (...) De fato, seria contrariar a verdade dos fatos, proclamar que o Ministério poderia protegê-los. (...) É necessário que o governo comece a cumprir as leis sociais."
Nesse discurso de Reykdall fica evidente a intenção da bancada proletária na Assembléia Nacional Constituinte de 1934 de apoiar e liderar os movimentos grevistas, assim como aponta a descrença no Ministério do Trabalho e, consequentemente, no governo Vargas. Isso foi motivo suficiente para que esses deputados não conseguissem a reeleição nas eleições seguintes, pois era de interesse do governo evitar a presença deles na Câmara. Reykdall, um dos maiores nomes dentro da minoria proletária, julgava que o único intuito desse ministério era tentar controlar os trabalhadores, não assumindo nenhum compromisso real com a melhoria de suas condições de trabalho.